# Dahlia flava
Dahlia flava là một loài bướm đêm trong họ Noctuidae.